# Okay Kaya

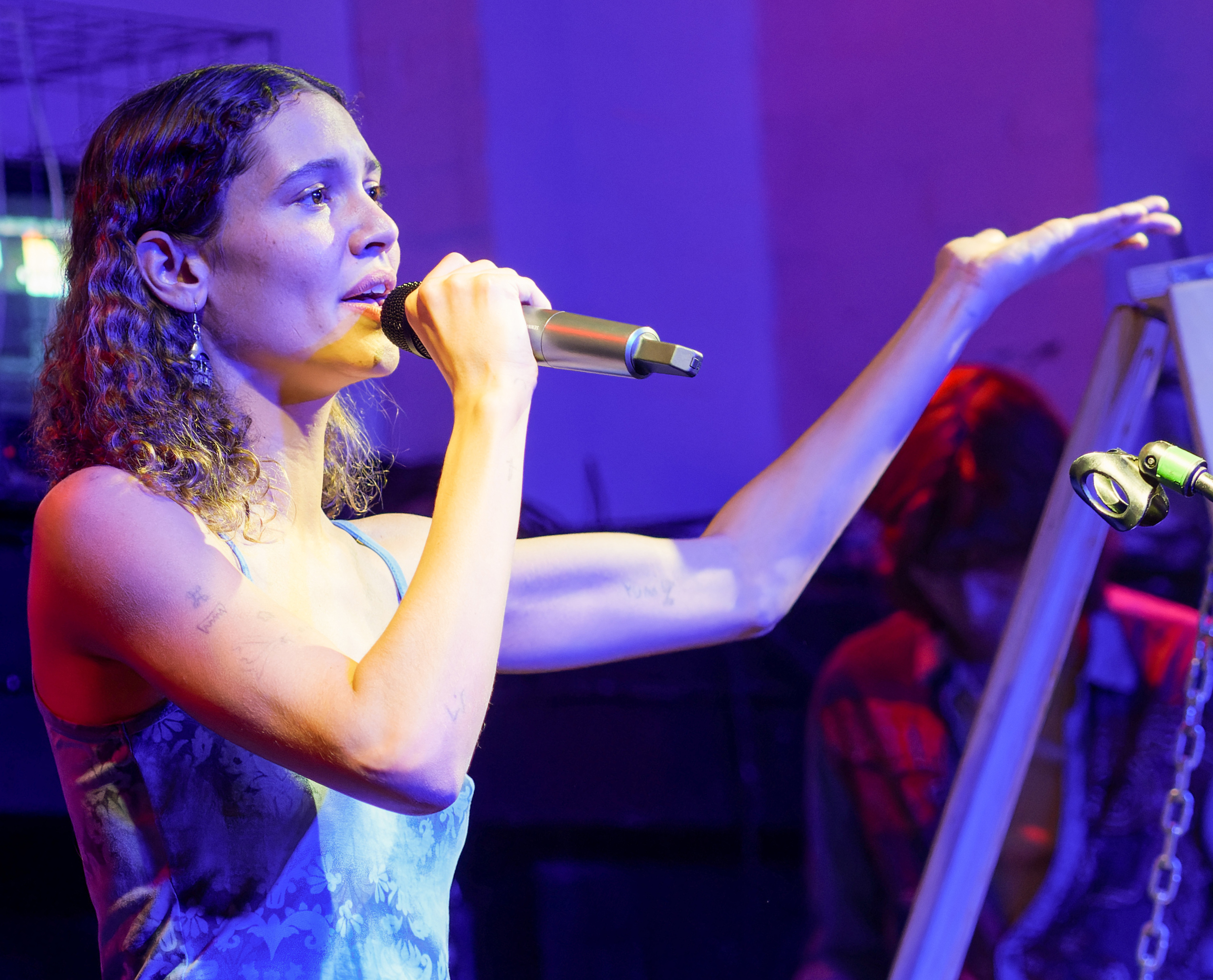
Okay Kaya, 2022

Kaya Wilkins (* 14. August 1990 in New Jersey) ist eine amerikanisch-norwegische Sängerin und Schauspielerin. Sie arbeitete zudem als Model. Als Sängerin tritt sie unter dem Künstlernamen Okay Kaya auf.

## Leben
Wilkins kam in New Jersey als Tochter einer Norwegerin und eines US-Amerikaners zur Welt. Über ihre Eltern hat sie die doppelte Staatsbürgerschaft. Sie wuchs im südlich von Oslo gelegenen Nesodden auf. Als Teil der Gruppe Hidden Soul wirkte sie 2003 an der von Norsk rikskringkasting (NRK) ausgestrahlten norwegischen Jugendmusikshow MGPjr mit. Als Jugendliche begann sie als Model tätig zu sein und sie lief unter anderem die Copenhagen Fashion Week. Im Alter von 18 Jahren zog sie nach New York City, um dort als Model zu arbeiten. Dort war Wilkins unter anderem für Calvin Klein tätig. Neben ihrer Arbeit als Model begann sie in New York, Lieder zu schreiben. Ihre auf Soundcloud veröffentlichten Lieder wurden vom Label XL Recordings entdeckt. Ihre erste Single wurde im Jahr 2015 das Lied Damn, Gravity. Im Jahr 2016 trat sie beim norwegischen Øyafestivalen auf.
Als Schauspielerin wirkte Wilkins in dem im Jahr 2017 veröffentlichten Film Thelma des Regisseurs Joachim Trier mit. Dafür erhielt sie beim norwegischen Filmpreis Amanda eine Nominierung in der Kategorie für die beste weibliche Nebenrolle. Im Jahr 2018 veröffentlichte sie ihr Debütalbum Both. Das Lied enthielt neben englischsprachigen Liedern auch eines in norwegischer Sprache. Für ihr Album wurde sie beim norwegischen Musikpreis Spellemannprisen für das Musikjahr 2018 in der Indie-Kategorie nominiert. Im Jahr 2020 veröffentlichte Wilkins zwei Alben. Anfang 2020 kam Watch This Liquid Pour Itself heraus, wofür sie beim Spellemannprisen 2020 in der Kategorie „Indie/Alternativ“ ausgezeichnet wurde. Auch dieses Werk enthielt neben englischen auch ein norwegischsprachiges Lied. Ihr zweites Album des Jahres war das im August 2020 herausgegebene Surviving Is the New Living. Im Jahr 2021 gab sie das Album The Incompatible Okay Kaya heraus, im November 2022 folgte Sap. Zwei Jahre später gab sie das Album Oh My God – That’s So Me heraus. Im Januar 2025 veröffentlichte Wilkins das Album Blurb.

## Stil und Rezeption
Kolja Unger schrieb in einer Rezension des Albums Watch This Liquid Pour Itself für Deutschlandfunk, dass die Platte „durchzogen von einer radikalen persönlichen Offenheit“, aber „trotz allem nicht aufdringlich“ sei. Den Sound beschrieb er als Verwebung von „90er-Jahre Indie mit funkigen Disco-Pop-Elementen zwischen retro und modern“. Bruno Jaschke schrieb über dasselbe Album für die Wiener Zeitung, dass ihre Musik im Vergleich zu ihren Texten „vorsichtig, fast behutsam und so, als habe man sich um Understatement bemüht“ wirke. Er ordnete das Album genremäßig „zwischen Folk, Indie-Pop, ein bisschen konzertantem Pathos und Elektronik mit viel Retro-Chic“ ein.

## Auszeichnungen
Spellemannprisen
- 2018: Nominierung, Kategorie „Indie“ für Both
- 2020: Kategorie „Indie/Alternativ“ für Watch This Liquid Pour Itself

Amanda
- 2018: Nominierung, „Beste weibliche Nebenrolle“ für Thelma[11]

## Diskografie

### Alben
- 2018: Both
- 2020: Watch This Liquid Pour Itself
- 2020: Surviving Is the New Living
- 2021: The Incompatible Okay Kaya
- 2022: Sap
- 2024: Oh My God – That’s So Me
- 2025: Blurb

## Filmografie
- 2017: Thelma
- 2019: Suicide Tourist – Es gibt kein Entkommen (Suicide Tourist – Es gibt kein Entkommen)